# Chengjiang

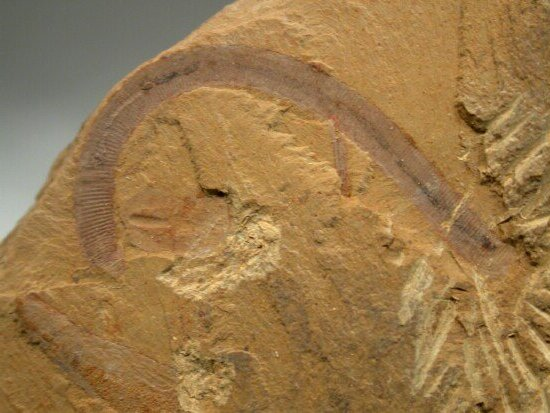
Fóssil de Chengjiang

Chengjiang (chinês simplificado; anteriormente Tchinkiang) é uma cidade localizada em Yuxi, província de Yunnan, China, ao norte do Lago Fuxian.

## Divisões administrativas
A cidade de Chengjiang tem 2 subdistritos e 4 municípios.
2 subdistritos
- Fenglu (凤麓街道)
- Longjie (龙街街道)

4 cidades
| - Yousuo (右所镇) - Yangzong (阳宗镇) | - Haikou (海口镇) - Jiucun (九村镇) |

## Sítio Fóssil de Chengjiang
Em biologia evolutiva, e especialmente em paleontologia, Chengjiang é reconhecida pelas descobertas de fósseis de tecidos moles, na série de depósitos sedimentares dos Folhelhos de Maotianshan, datados de menos de 518 milhões de anos atrás, durante a explosão Cambriana, que "são tão espetaculares quanto a fauna de Burgess Shale e consideravelmente mais antigos". Esses fósseis são considerados uma das descobertas fósseis mais relevantes do século XX. Contêm um rico grau de detalhes, cobrem uma gama diversificada de fauna e são importantes para de entender a evolução da vida na Terra. Em 2012, o Sítio Fóssil de Changjiang tornou-se um Patrimônio Mundial da UNESCO .
Os fósseis foram descobertos por Henri Mansuy e Jaques Deprat, que os descreveram em 1912, um ano após as primeiras publicações de Charles Walcott sobre o Folhelho Burgess . Somente em 1984, Hou Xian-guang, professor da Universidade de Yunnan, em Kunming, onde é diretor do Centro de Pesquisa da Biota de Chengjiang, percebeu a verdadeira importância paleontológica da região. Anteriormente, professor do Instituto Paleontológico da Academia Chinesa de Ciências, em Nanquim.
Chengjiang é um condado subdesenvolvido com ricos depósitos de fosfato acima e abaixo da formação que subjaz ao Lagerstätte.
Foram explorados em parte através de esforços que começaram na mesma altura em que Hou Xian-guang descobriu os depósitos contendo estes fósseis excepcionais, tendo a mineração de fosfato sido responsável por dois terços das receitas do condado em 2003. Foram feitos esforços para fechar a região à mineração, numa tentativa de fortalecer o estatuto do condado como Património Mundial, dada a importância científica dos fósseis. Como consequência, os novos esforços mineiros na região ameaçaram os estratos em que os fósseis se encontram devido à erosão, à ameaça de colapso devido à sobrecarga ou à simples destruição pela actividade mineira.
O Condado de Chengjiang enfrenta um dilema entre a preservação do tesouro de fósseis do início do Câmbrico, do qual é guardião, e o desenvolvimento económico através da indústria do fosfato, e a dificuldade de encontrar o equilíbrio entre a exploração e a restauração de terras enquanto tal ainda é possível.